# Too Late or Too Dead
Too Late or Too Dead è un EP del gruppo statunitense dei 90 Day Men, pubblicato nel 2003 dalla Southern Records. L'EP è in pratica un'anticipazione del successivo album Panda Park del 2004. In questo album ritroviamo infatti il pezzo che dà il titolo all'EP, Too Late or Too Dead.

## Tracce
1. Too Late or Too Dead – 4:28
2. Harlequin's Chassis – 4:15
3. Eyes in the Road – 2:23

## Formazione
- Brian Case - voce, chitarra
- Robert Lowe - basso, voce
- Cayce Key - batteria
- Andy Lansangan - tastiere